# بال‌پرنده‌ای سیلانی
بال‌پرنده‌ای سیلانی (نام علمی: Troides darsius) نام یک گونه از تیره پروانه‌های دم‌چلچله‌ای است.